# Luisenforum
Das Luisenforum ist ein Einkaufszentrum in der hessischen Landeshauptstadt Wiesbaden, das im September 2008 in zentraler Lage eröffnet wurde. Es ist mit ca. 20.000 m² Verkaufsfläche eines der größten innerstädtischen Einkaufszentren in Hessen.

## Entwicklung
Ende Oktober 2005 hatte der Teilabriss des seit 2003 leer stehenden Karstadt-Hauses begonnen. Das alte Parkhaus an der Schwalbacher Straße wurde neu gebaut und sollte von 520 auf 800 Stellplätze erweitert werden. Die Fußgängerbrücke vom Parkhaus ins Einkaufszentrum über die Schwalbacher Straße ist jetzt fast viermal so breit. Die Fertigstellung des Gebäudeteils an der Kirchgasse verzögerte sich um ein Jahr. Als Grund wurden Umstrukturierungen des Karstadt-Konzerns genannt. Die Verkaufsfläche umfasst 20.000 Quadratmeter für 65 Geschäfte sowie 12.000 Quadratmeter für Büros. Zu dem Gesamtprojekt gehört noch das ebenfalls umgebaute ESWE-Hochhaus an der Rheinstraße. Rund 90 Millionen Euro investierte Karstadt-Immobilien in das Projekt, gab aber die Vermietung an die Betreibergesellschaft Mfi ab. Mittlerweile wird das Center von Omega Immobilien betrieben.
Im Mai 2023 stürzten Teile der Glasfassade des Parkhauses herunter, woraufhin der umliegende Bereich samt Haltestellen gesperrt wurde. Daraufhin wurden sämtliche Glaselemente des Parkhauses entfernt. Erst nach Abschluss dieser Arbeiten wurde wieder der gesamte Bereich für Fußgänger freigegeben. Ein abschließender Bericht liegt noch nicht vor.

## Geschäfte
Über 50 Einzelhandelsgeschäfte, Gastronomiebetriebe und ein Frischmarktbereich verteilen sich auf vier Ebenen. Das Einkaufszentrum besteht aus zwei Gebäudeteilen, die durch eine gläserne Brücke über die trennende Schwalbacher Straße miteinander verbunden sind. Der Gebäudeteil an der Kirchgasse ist ein vierstöckiges Gebäude, welches ausschließlich von Geschäften genutzt wird. Der Teil an Schwalbacher Straße/Dotzheimer Straße beherbergt Arztpraxen, Büros sowie einen großen gastronomischen Bereich im Erdgeschoss. Die Verbindungsbrücke wird ebenfalls gastronomisch genutzt.

## Anbindung

Luisenforum Parkhaus

Die Anbindung an den öffentlichen Personennahverkehr wird über die direkt angrenzende gleichnamige Busumsteigehaltestelle Schwalbacher Straße / LuisenForum gewährleistet, an welcher die meisten Stadt- und Regionalbuslinien abfahren. Die Haltestelle ist eine von mehreren zentralen Umsteigeplätzen in Wiesbaden.
Für Pkw stehen im Parkhaus, welches über eine Fußgängerbrücke zu erreichen ist, etwa 800 Parkplätze zur Verfügung.